# Béryl Gastaldello
Béryl Émilie Paulette Gastaldello (* 16. Februar 1995 in Miramas) ist eine französische Schwimmerin. Sie erschwamm bis März 2024 bei Weltmeisterschaften eine Bronzemedaille auf der 50-Meter-Bahn sowie eine Goldmedaille und zwei Silbermedaillen auf der 25-Meter-Bahn. Bei Europameisterschaften gewann sie dreimal Gold und einmal Silber auf der Langbahn, hinzu kamen drei Gold-, sechs Silber- und drei Bronzemedaillen auf der Kurzbahn.

## Karriere
Die 1,76 Meter große Béryl Gastaldello schwimmt in Frankreich für CN Marseille. Sie studierte in den Vereinigten Staaten an der Texas A&M University. Sowohl ihre Großmutter Amélie Mirkowitch als auch ihre Mutter Véronique Jardin schwammen für Frankreich bei Olympischen Spielen.

### Die Jahre bis 2016
Ihre internationale Karriere begann bei den Junioreneuropameisterschaften 2010. Dort gewann Gastaldello Bronze über 50 Meter Freistil und mit der 4-mal-100-Meter-Freistilstaffel. Ein Jahr später siegte sie mit der 4-mal-100-Meter-Freistilstaffel. Bei den Juniorenweltmeisterschaften 2011 wurde sie Vierte mit der Freistilstaffel und Sechste über 50 Meter Freistil. 2012 bei den Kurzbahneuropameisterschaften in Chartres erhielt Gastaldello eine Bronzemedaille für ihren Vorlaufeinsatz in der 4-mal-50-Meter-Lagenstaffel und eine Goldmedaille für ihren Vorlaufeinsatz in der 4-mal-50-Meter-Mixed-Freistilstaffel.
Im Juni 2013 bei den Mittelmeerspielen in Mersin belegte Gastaldello den vierten Platz über 50 Meter Schmetterling und den dritten Platz über 100 Meter Schmetterling, wobei sie über 100 Meter nur eine Hundertstelsekunde vor der Griechin Kristel Vourna anschlug. Über 50 Meter Rücken wurde Gastaldello ebenfalls Vierte. Die französische 4-mal-100-Meter-Freistilsataffel mit Anna Santamans, Lauriane Haag, Mathilde Cini und Béryl Gastaldello siegte mit über drei Sekunden Vorsprung vor dem griechischen Quartett. Die 4-mal-100-Meter-Lagenstaffel mit Mathilde Cini, Coralie Dobral, Béryl Gastaldello und Anna Santamans erkämpfte die Bronzemedaille, die Französinnen schlugen 0,04 Sekunden nach den zweitplatzierten Spanierinnen und 0,07 Sekunden vor den viertplatzierten Griechinnen an. Bei den Kurzbahneuropameisterschaften 2013 gelang Gastaldello keine Endlaufplatzierung, die 4-mal-50-Meter-Freistilstaffel wurde im Vorlauf disqualifiziert. Auch bei den Europameisterschaften 2014 in Berlin schied sie meist im Vorlauf aus, über 100 Meter Schmetterling wurde sie 15. im Halbfinale.
2015 bei den Weltmeisterschaften in Kasan schied Gastaldello bei ihren Einzelstarts spätestens im Halbfinale aus. Die 4-mal-100-Meter-Freistilstaffel mit Charlotte Bonnet, Béryl Gastaldello, Cloé Hache und Anna Santamans erreichte das Finale und wurde Achte.
Bei den Olympischen Spielen 2016 in Rio de Janeiro trat Gastaldello über 100 Meter Schmetterling an und schied als 24. der Vorläufe aus, einen Platz hinter ihrer Landsfrau Marie Wattel. Die französische 4-mal-100-Meter-Freistilstaffel mit Béryl Gastaldello, Charlotte Bonnet, Mathilde Cini und Anna Santamans belegte den siebten Platz.
Schließlich nahm Gastaldello auch am Wettbewerb über 100 Meter Freistil teil und schied als 22. der Vorläufe aus.

### Die Jahre von 2017 bis 2019
2017 bei den Weltmeisterschaften in Budapest war der 15. Platz im Halbfinale über 50 Meter Schmetterling Gastaldellos beste Platzierung. Bei den Europameisterschaften 2018 in Glasgow siegte die 4-mal-100-Meter-Freistilstaffel mit Marie Wattel, Charlotte Bonnet, Margaux Fabre und Béryl Gastaldello mit 0,12 Sekunden Vorsprung vor den Niederländerinnen. Für ihren Einsatz im Vorlauf erhielten auch Anouchka Martin und Assia Touati eine Goldmedaille. Über 50 Meter Rücken wurde Gastaldello Fünfte. Ihre zweite Goldmedaille in Glasgow erhielt Gastaldello mit der 4-mal-100-Meter-Mixed-Freistilstaffel. Hier waren Jérémy Stravius, Maxime Grousset, Margaux Fabre und Béryl Gastaldello im Vorlauf die drittschnellste Zeit geschwommen. Im Endlauf waren Jérémy Stravius, Mehdy Metella, Marie Wattel und Charlotte Bonnet fast fünf Sekunden schneller als die Vorlaufstaffel und gewannen mit 1,9 Sekunden Vorsprung vor dem Quartett aus den Niederlanden.
Bei den französischen Meisterschaften im April 2019 siegte Gastaldello über 50 Meter und über 100 Meter Rücken sowie über 100 Meter Schmetterling. Bei den Weltmeisterschaften in Gwangju gelang Gastaldello als beste Einzelplatzierung ein 15. Rang über 100 Meter Freistil. In der 4-mal-100-Meter-Mixed-Freistilstaffel wurden Clément Mignon, Maxime Grousset, Charlotte Bonnet und Béryl Gastaldello Vorlaufvierte. Im Finale siegte das Quartett aus den Vereinigten Staaten vor der australischen Staffel. Dahinter erschwammen Clément Mignon, Mehdy Metella, Charlotte Bonnet und Marie Wattel die Bronzemedaille.
Ende 2019 bei den Kurzbahneuropameisterschaften in Glasgow gewann Gastaldello fünf Medaillen. Sie wurde über 50 Meter Schmetterling Zweite hinter ihrer Landsfrau Mélanie Henique. Ebenfalls Silber erkämpfte Gastaldello über 100 Meter Freistil, als sie zwar deutlich hinter der Britin Freya Anderson lag, aber 0,03 Sekunden vor der drittplatzierten Niederländerin Femke Heemskerk anschlug. Die 4-mal-50-Meter-Freistilstaffel mit Béryl Gastaldello, Mélanie Henique, Lena Bousquin und Anna Santamans gewann den Titel zeitgleich mit den Niederländerinnen, 0,03 Sekunden zurück lagen die drittplatzierten Däninnen. Über 50 Meter Rücken siegte die Niederländerin Kira Toussaint mit 0,19 Sekunden Vorsprung vor Gastaldello. Als Vierte über 100 Meter Schmetterling hatte Gastaldello 0,11 Sekunden Rückstand auf Bronze. Mit der 4-mal-50-Meter-Lagenstaffel belegte sie den sechsten Platz. Nachdem die 4-mal-50-Meter-Mixed-Lagenstaffel den fünften Platz erreicht hatte, gewannen Maxime Grousset, Florent Manaudou, Mélanie Henique und Béryl Gastaldello die Bronzemedaille in der 4-mal-50-Meter-Mixed-Freistilstaffel.

### Die Jahre ab 2021
Wegen der COVID-19-Pandemie wurden die eigentlich für 2020 geplanten internationalen Meisterschaften nach 2021 verschoben. Im Juli 2021 fanden die Schwimmwettbewerbe der Olympischen Spiele in Tokio statt. Die 4-mal-100-Meter-Freistilstaffel mit Gastaldello, Charlotte Bonnet, Margaux Fabre und Anouchka Martin verpasste mit der zehntbesten Zeit den Finaleinzug um 0,68 Sekunden. Über 100 Meter Rücken schied Gastaldello mit der 23. Vorlaufzeit aus. Im Dezember 2021 bei den Kurzbahnweltmeisterschaften in Abu Dhabi wurde Gastaldello Sechste mit beiden Mixed-Staffeln. Über 100 Meter Lagen gewann Gastaldello die Silbermedaille hinter der Israelin Anastasia Gorbenko. Mit der 4-mal-50-Meter-Freistilstaffel erreichte sie den siebten Platz.
Im August 2022 bei den Europameisterschaften in Rom wurde Gastaldello Siebte über 100 Meter Freistil. Die französische 4-mal-100-Meter-Freistilstaffel belegte den sechsten Rang. Ebenfalls Sechste wurde Gastaldello über 50 Meter Freistil. Eine Silbermedaille gewann die Lagenstaffel mit Pauline Mahieu, Charlotte Bonnet, Marie Wattel und Béryl Gastaldello, die 1,11 Sekunden nach der schwedischen Staffel anschlug, Emma Terebo und Adele Blanchetiere erhielten für ihren Vorlaufeinsatz ebenfalls eine Medaille. Die 4-mal-100-Meter-Mixed-Freistilstaffel erreichte das Finale dank dem Vorlaufseinsatz von Hadrien Salvan, Lucile Tessariol und Béryl Gastaldello. Im Endlauf siegten Maxime Grousset, Charles Rihoux, Charlotte Bonnet und Marie Wattel mit einer halben Sekunde Vorsprung vor dem britischen Quartett.
Im Dezember 2022 bei den Kurzbahnweltmeisterschaften in Melbourne verfehlte Gastaldello zum Auftakt als Vierte über 50 Meter Schmetterling die Medaillenränge um 0,14 Sekunden. Nach dem siebten Platz über 100 Meter Freistil gewann Gastaldello über 100 Meter Lagen die Silbermedaille mit 0,10 Sekunden Rückstand auf die Niederländerin Marrit Steenbergen und 0,05 Sekunden Vorsprung auf die drittplatzierte Schwedin Louise Hansson. Zum Abschluss der Wettbewerbe erreichte Gastaldello noch mit beiden Frauen-Lagenstaffeln jeweils den sechsten Platz. Die 4-mal-50-Meter-Mixed-Freistilstaffel mit Maxime Grousset, Florent Manaudou, Béryl Gastaldello und Mélanie Henique gewann den Titel mit neuem Weltrekord. Mary-Ambre Moluh erhielt für ihren Vorlaufeinsatz ebenfalls Gold.
2023 bei den Weltmeisterschaften in Fukuoka erreichte Gastaldello kein Finale. Im Dezember 2023 trat sie bei den Kurzbahneuropameisterschaften in Otopeni an und gewann fünf Medaillen. Sie wurde über 50 Meter Freistil Zweite hinter der Schwedin Michelle Coleman. Über 100 Meter Lagen siegte Charlotte Bonnet vor Gastaldello. Schließlich siegte Gastaldello über 100 Meter Freistil vor der Britin Anna Hopkin. Die 4-mal-50-Meter-Mixed-Freistilstaffel mit Maxime Grousset, Florent Manaudou, Charlotte Bonnet und Béryl Gastaldello gewann Bronze, im Vorlauf waren Stanislas Huille, Analia Pigrée und Pauline Mahieu dabei gewesen. Die 4-mal-50-Meter-Mixed-Lagenstaffel mit Mewen Tomac, Florent Manaudou, Béryl Gastaldello und Charlotte Bonnet wurde Zweite hinter dem italienischen Quartett. Für ihren Vorlaufeinsatz erhielten Stanislas Huille, Mary-Ambre Moluh und Analia Pigrée ebenfalls Silber.
Bei den Olympischen Spielen 2024 in Paris trat Gastaldello in drei Einzeldisziplinen und mit drei Staffeln an. Die 4-mal-100-Meter-Freistilstaffel mit Béryl Gastaldello, Charlotte Bonnet, Mary-Ambre Moluh und Marie Wattel wurde Sechste mit über vier Sekunden Rückstand auf die Medaillenränge. Über 100 Meter Rücken gelang ihr der Einzug ins Finale und sie belegte den achten Platz hinter ihrer Landsfrau Emma Terebo. Die beiden waren die einzigen Europäerinnen im Finale. Über 100 Meter Freistil war Gastaldello 16. im Halbfinale. Über 50 Meter Freistil fehlten ihr als Elftschnellster im Halbfinale 0,27 Sekunden für den Finaleinzug. Die 4-mal-100-Meter-Lagenstaffel mit Emma Terebo, Charlotte Bonnet, Marie Wattel und Béryl Gastaldello schlug als Sechste an und lag drei Sekunden hinter den Drittplatzierten. Die beste Platzierung gelang der Mixed-Lagenstaffel. Yohann Ndoye Brouard, Léon Marchand, Marie Wattel und Béryl Gastaldello wurden Vierte mit 2,2 Sekunden Rückstand auf die drittplatzierte australische Staffel.